# Bill Gosper

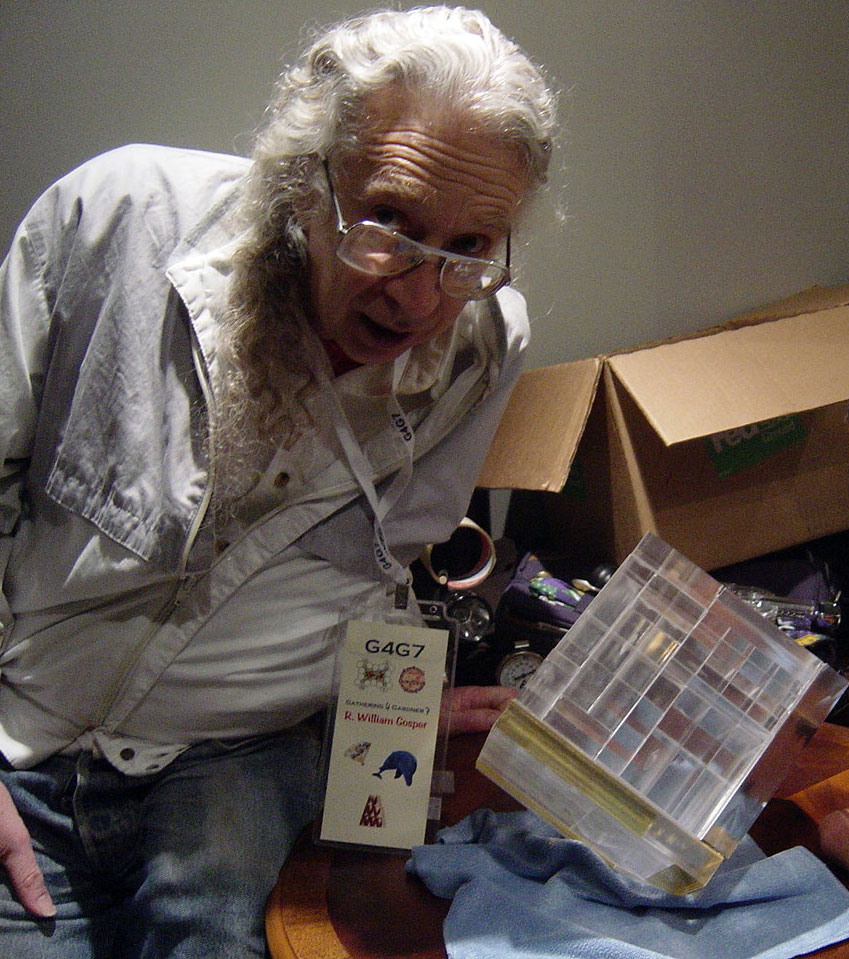
Bill Gosper

Ralph William Gosper, Jr. (n. 1943), cunoscut ca Bill Gosper, este un matematician american din Pennsauken Township, New Jersey.
Este cunoscut pentru mai multe lucrări privind reprezentarea reală a fracțiilor continue și pentru un algoritm pentru obținerea formei închise a unor identități hipergeometrice.
Împreună cu Richard Greenblatt, a creat o comunitate de hackeri și deține un loc important în comunitatea LISP.
A lucrat sau a colaborat la firme de prestigiu ca: Xerox PARC, Symbolics, Wolfram Research, Lawrence Livermore Laboratory și Macsyma Inc.
S-a preocupat de diverse jocuri de inteligență, unul dintre acestea fiind "jocul vieții".
A reușit să îmbunătățească formula lui Stirling.
În teoria fractalilor, curba Gosper îi poartă numele.